# 一采社
一采社（いっさいしゃ）は、1940年（昭和15年）から1961年（昭和36年）まで活動していた日本画家の同人団体。
瑠爽画社の活動を引き継ぐ形で、浦田正夫、野島青茲、岡田昇、髙山辰雄の4人から発足した。山本丘人、杉山寧を顧問に迎え、毎月1回の研究会と年1回の展覧会を開催した。第1回展を1941年（昭和16年）に開き、第二次世界大戦を挟んで1961年（昭和36年）の第20回展をもって解散した。
構成は大きく分けて山口蓬春門下生と中村岳陵門下生からなっていた。山口の門下からは加倉井和夫、加藤東一、大山忠作、佐藤圀夫等が、中村の門下からは鈴木竹柏等に代表される多くの日本画家、ならびに現在の日展日本画部門を形成する礎となった多くの指導者層を育成した。